# Леніно (Астраханська область)
Леніно (рос. Ленино) — село у Єнотаєвському районі Астраханської області Російської Федерації.
Населення становить 895 осіб (2010). Входить до складу муніципального утворення Табун-Аральська сільрада.

## Історія
Населений пункт розташований на території українського етнічного та культурного краю Жовтий Клин. Від 1925 року належить до Єнотаєвського району.
Згідно із законом від 6 серпня 2004 року органом місцевого самоврядування є Табун-Аральська сільрада.

## Населення
| 2002 | 2010 |
| ---- | ---- |
| 836  | ↗895 |